# James Gray (Maler)
James Gray (* 1813 in Warsash; † um 1895), älteren Quellen zufolge fälschlich auch Jens Gray, war ein in der Mitte des 19. Jahrhunderts in Hamburg wirkender Maler und Grafiker. 

## Leben
James Gray wurde am 19. September 1813 in dem Dorf Warsash in Hampshire getauft. Ab 1840 arbeitete er als Stahlstecher für Albert Henry Payne und dessen Verlag Englische Kunstanstalt in Leipzig. Dabei entstanden Ansichten aus Franken, Hessen und von der Weser, überwiegend nach Vorlagen englischer Zeichner. Ab 1841 lebte Gray in Altona und Hamburg und führte als Graveur, Stahl- und Kupferstecher eine eigene Kupferdruckerei. Diese ist bis 1864 nachweisbar, aber auch danach erschienen noch Werke von Gray mit Hamburger Motiven. Er fertigte zudem Stahlstiche für andere Verlage wie Hoffmann und Campe, M. Stettenheim, Robert Kittler, Charles Fuchs und B. S. Berendsohn an. Die Motive einiger seiner Arbeiten deuten darauf hin, dass Gray mitunter seine Heimat besuchte und möglicherweise Ende der 1860er Jahre endgültig nach England zurückkehrte.
Seine zwischen 1842 und 1868 datierten und überwiegend als Lithografie oder Stahlstich ausgeführten Ansichten Hamburgs gehören zu den bekanntesten und bis heute antiquarisch gehandelten Hamburgensien. Darüber hinaus sind einige Ansichten von Helgoland überliefert, außerdem werden ihm einige Darstellungen von Wilhelmshöhe bei Kassel sowie aus anderen Gegenden in Deutschland zugerechnet, die 1880 in Bokelmann’s Kunstverlag in Frankfurt am Main erschienen.

## Werke (Auswahl)

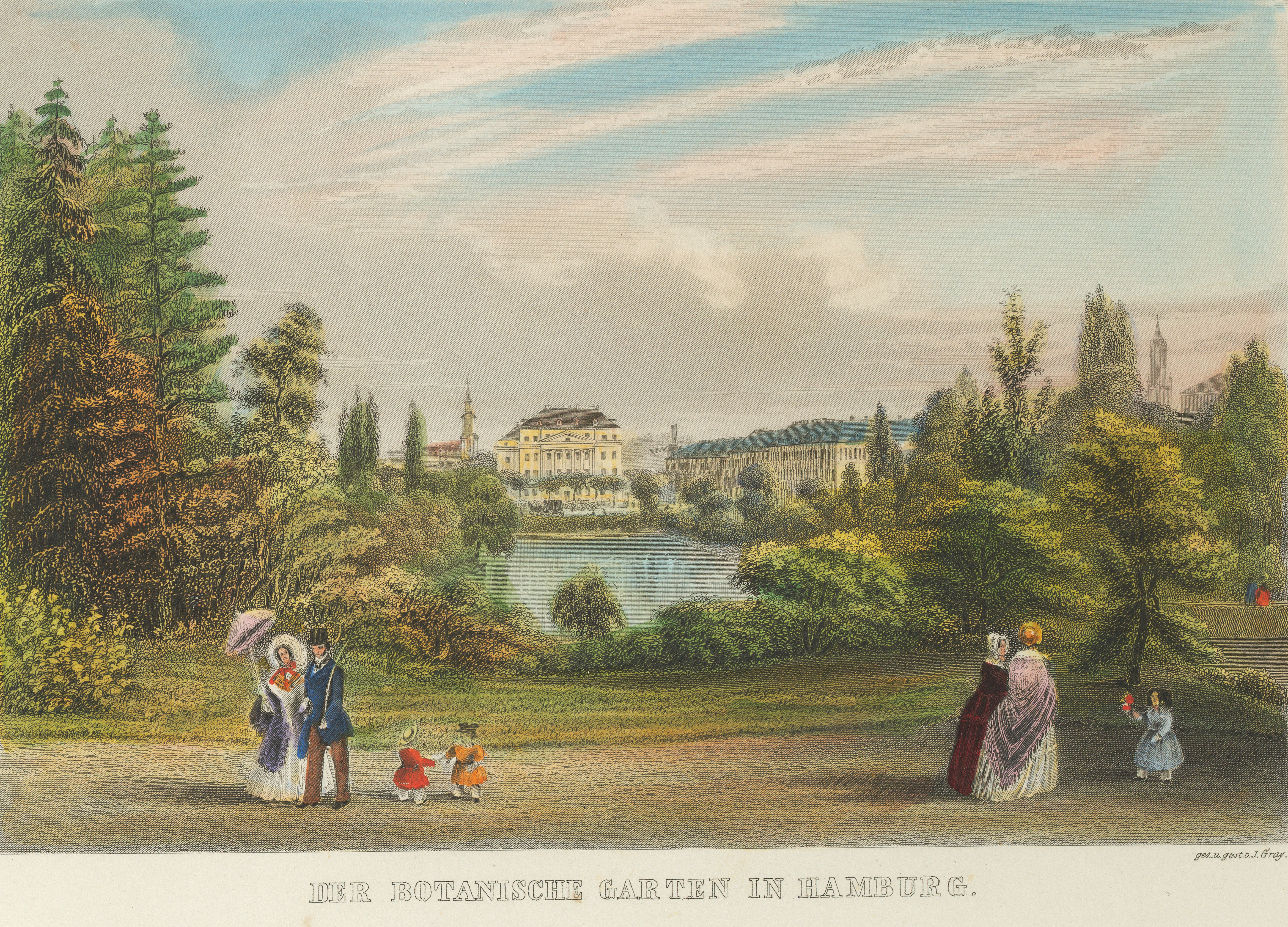
Botanischer Garten in Hamburg (1860)
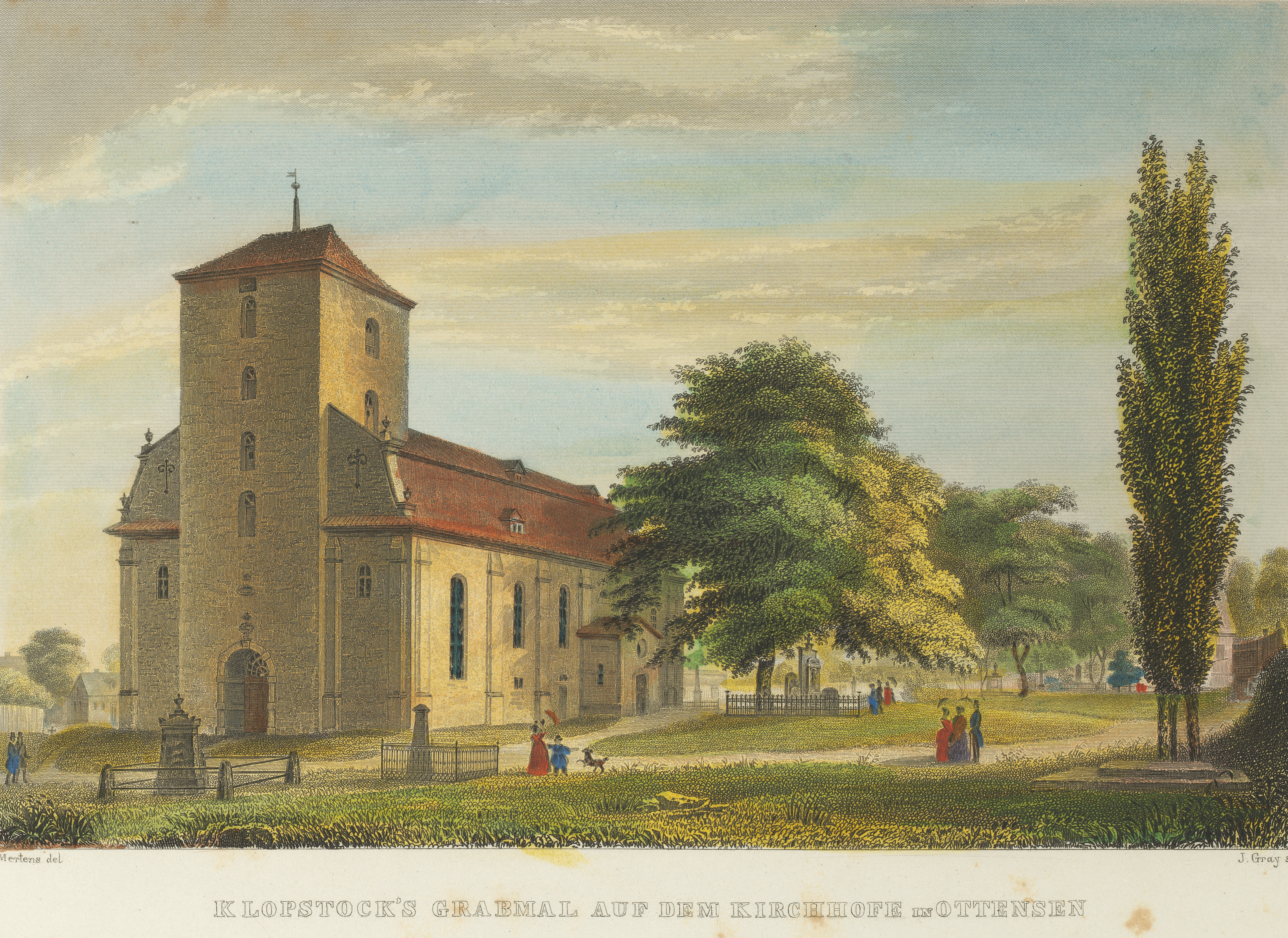
Klopstocks Grabmal auf dem Kirchhofe in Ottensen (1860)
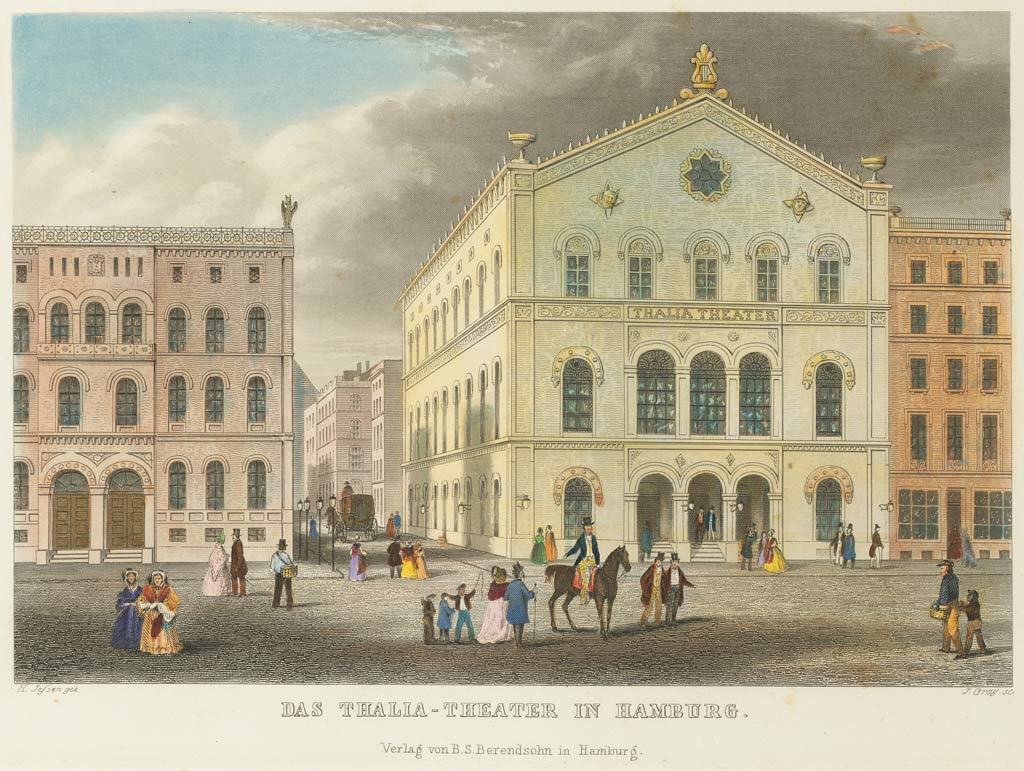
Das Thalia-Theater in Hamburg (1860)
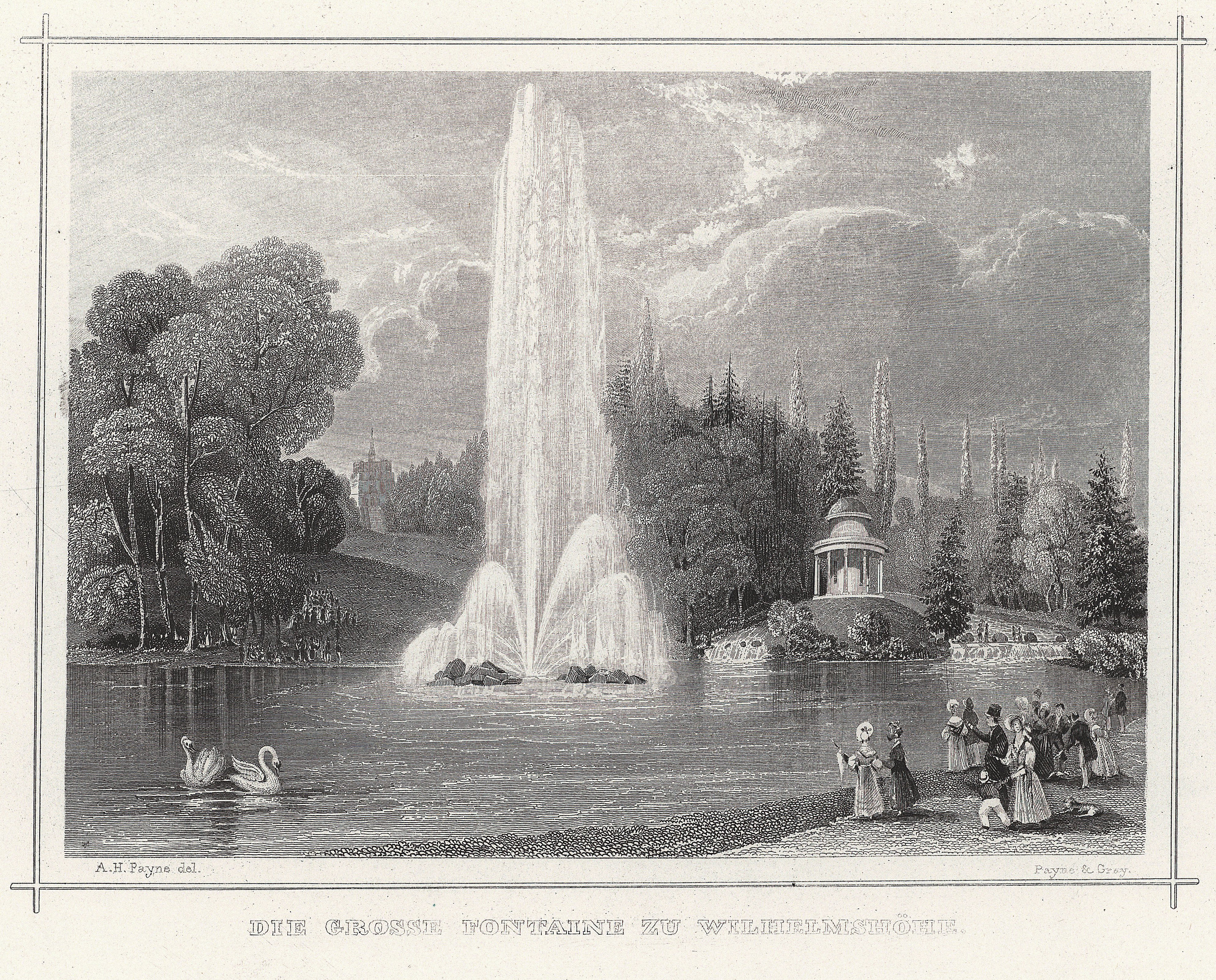
Die große Fontaine zu Wilhelmshöhe
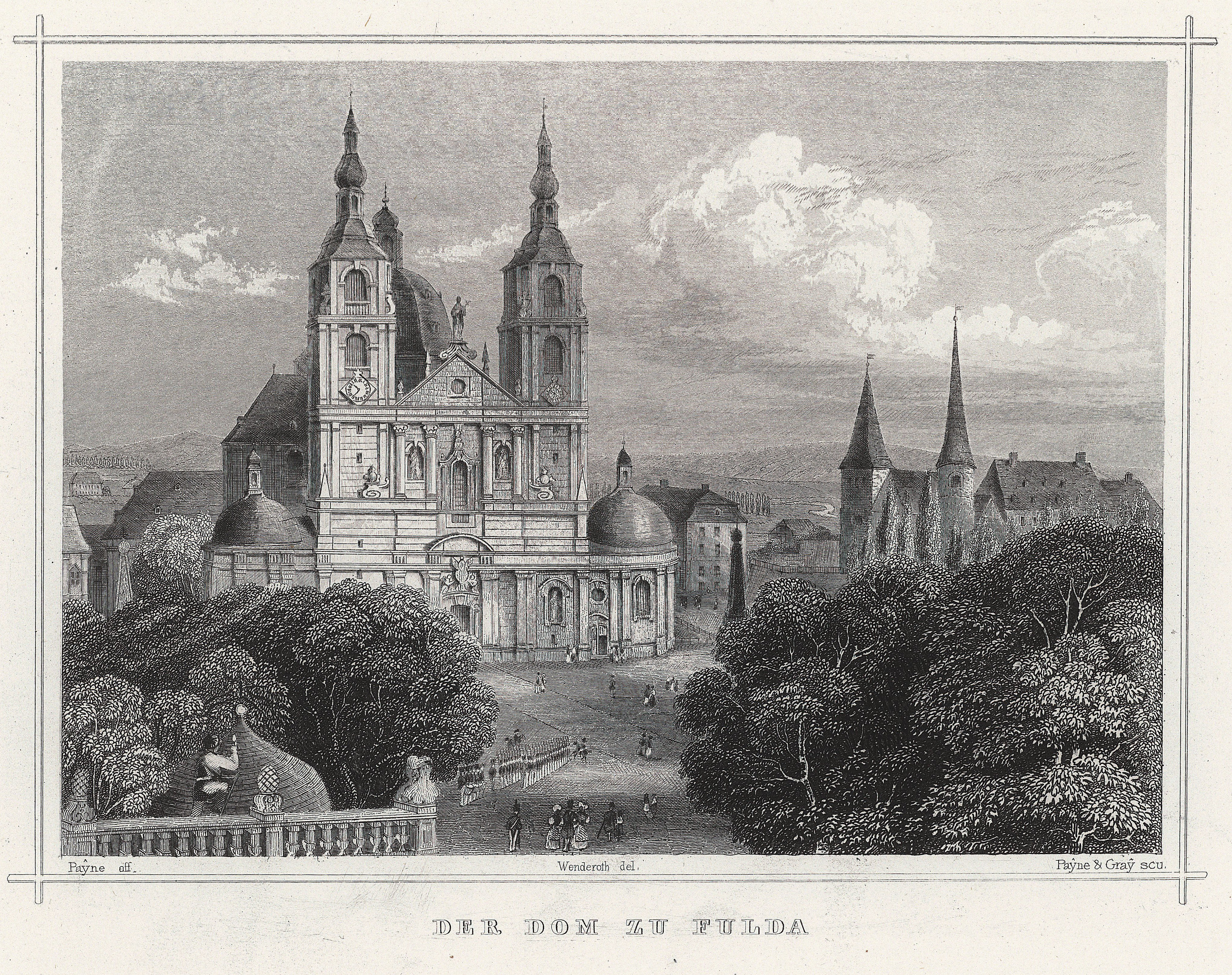
Der Dom zu Fulda